# 久次岳
久次岳（ひさつぎだけ）は、京都府京丹後市にある山。標高は541.4メートル。

## 別名

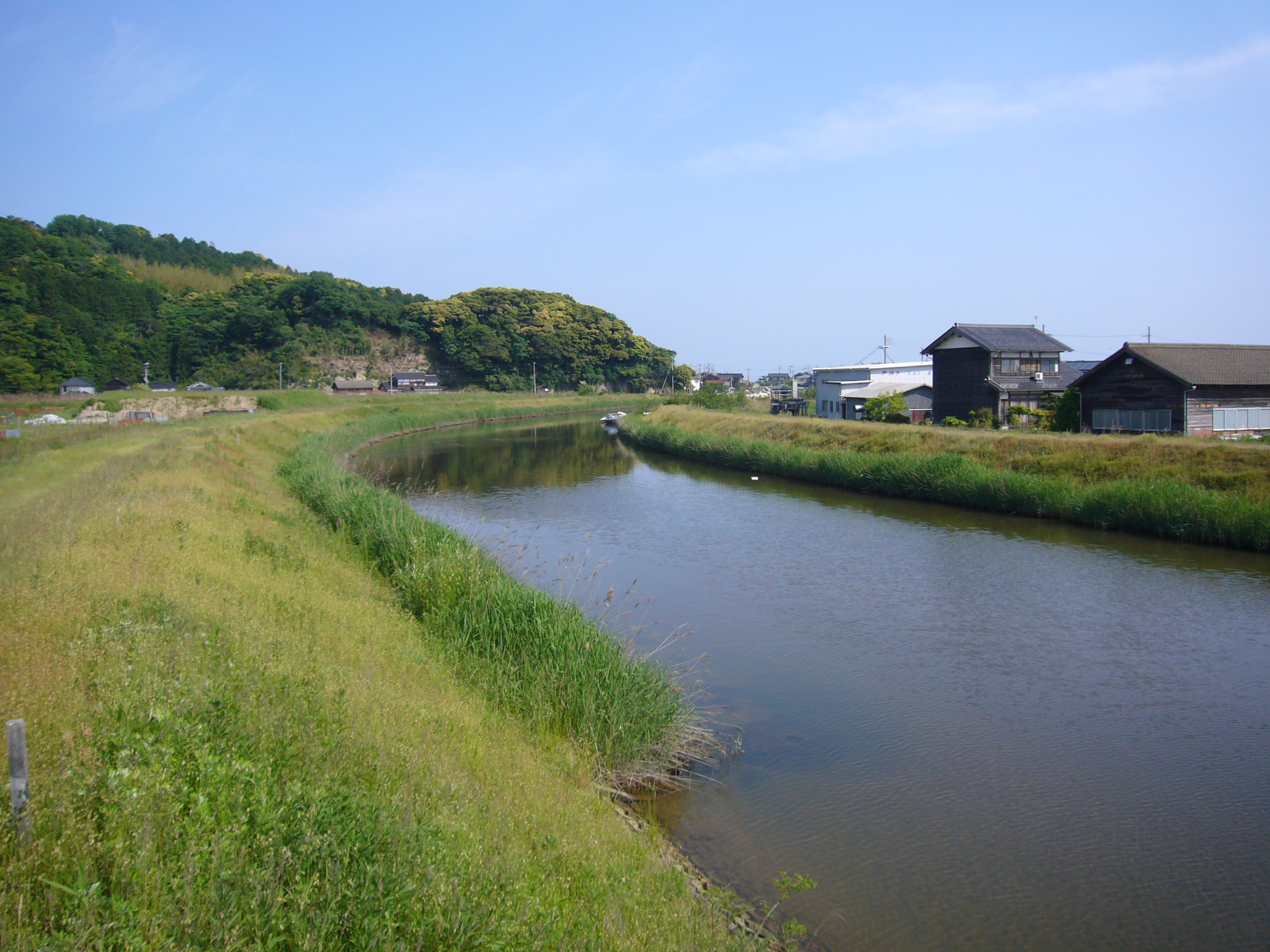
久次岳に端を発する福田川

もとは咋石嶽（くひし・くひいし）とよばれた。久次岳は「ひさつぎだけ」ではなく「ひさつぐだけ」とも読まれる。多数の別称を有する。
- 昨石岳（くいしだけ）[1][3]
- 石が岳（いしがだけ）[2]、石ヶ岳[3]
- 真名井山（まないやま）[5][2]
- 真名井岳（まないだけ）[5][2][3]、真名井ヶ岳[3]
- 円頓寺岳[3]
- 後鳥羽岳[3]

## 地理
丹後半島の南西部にある。山体は中郡・熊野郡・竹野郡の3郡境にあり、京丹後市峰山町・久美浜町・網野町にまたがっている。山頂には三等三角点があるが、山頂からの眺望はよくない。峰山町側には「降神の森」と呼ばれる自然林がある。
網野町を流れる福田川は久次岳に端を発する。東麓の峰山町二箇には日本における稲作発祥地との伝承を持つ月の輪田が、峰山町苗代には籾を浸したとされる清水戸がある。西麓の久美浜町円頓寺には多数の重要文化財を有する古刹の円頓寺がある。
山頂の南約2キロメートルには標高168.8メートルの比治山峠があり、江戸時代には熊野郡と中郡が共同で峠に茶屋を設けていた。国道312号の比治山トンネルが比治山峠を通っている。

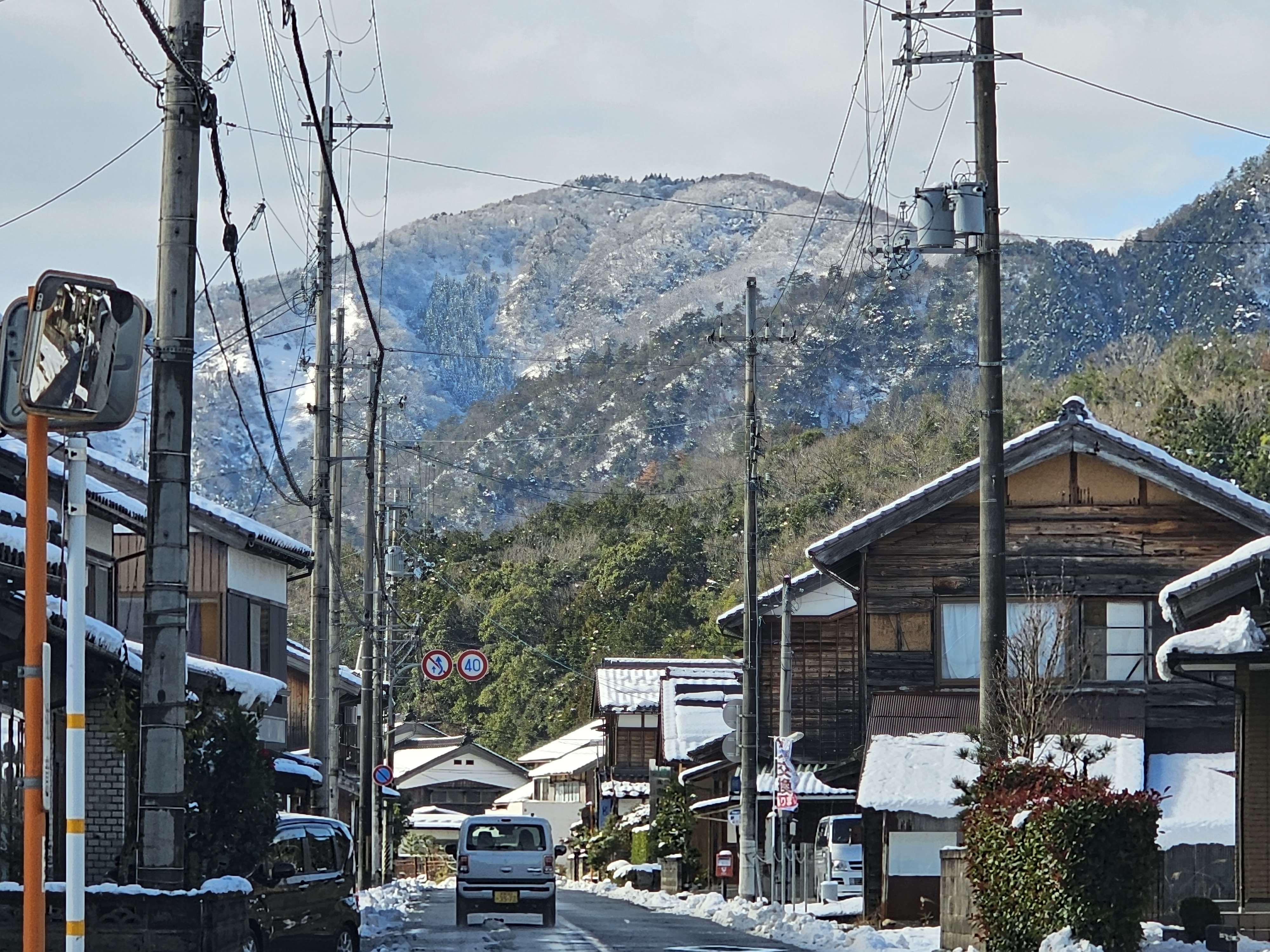
峰山高校方面からみた久次岳
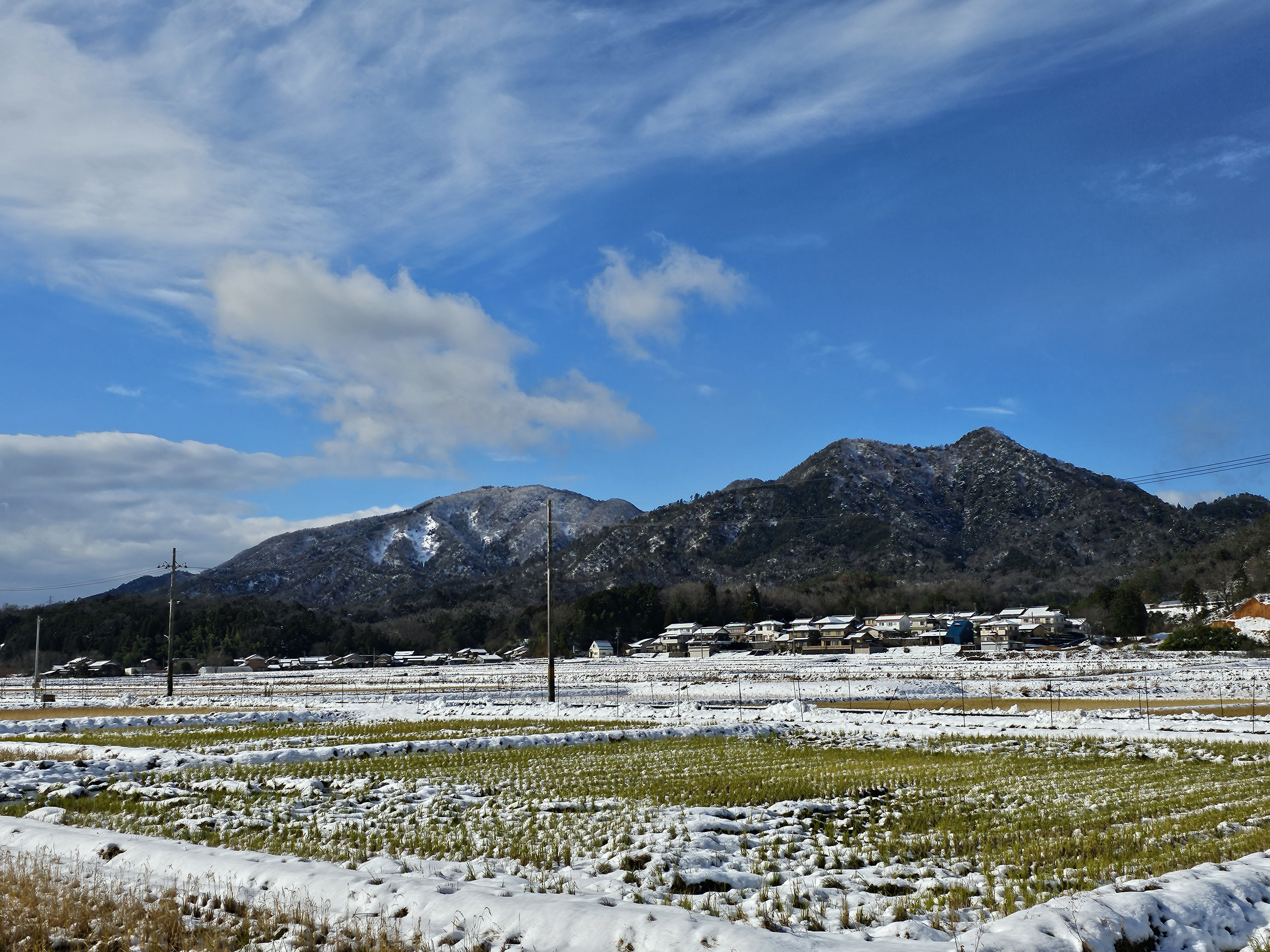
久次岳（左）、女布権現山（右）

## 伝承

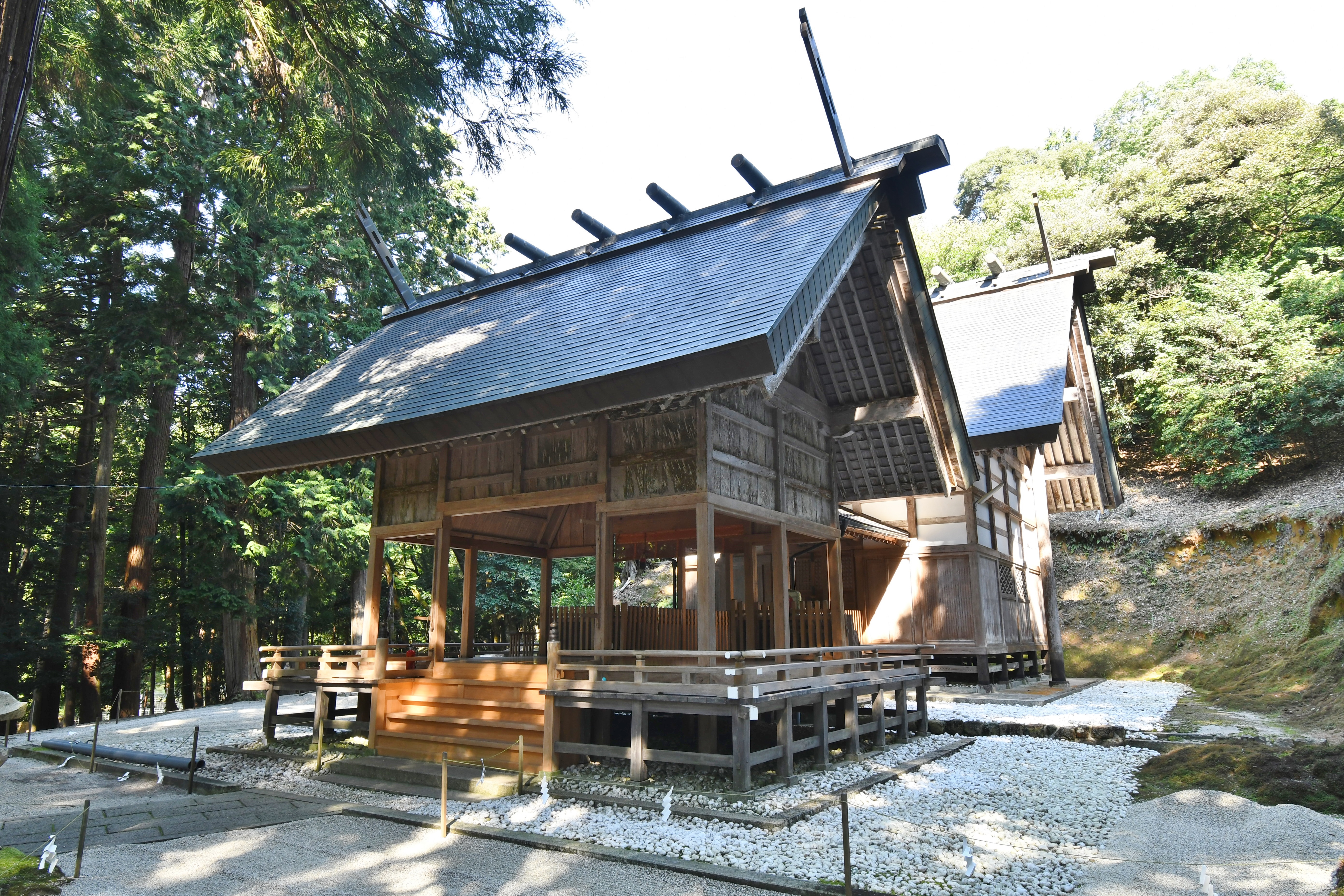
比沼麻奈為神社

丹後においては磯砂山とともに伝承の多い山である。豊受大神が降臨した地とされ、山頂にある大岩が信仰の対象となっていた。山麓の峰山町久次には豊受大神を祭神とする比沼麻奈為神社がある。
『丹後国風土記』には、山頂に真名井という井戸があったという伝承が記されている。